# Герасим (Яред)
Митрополит Герасим Яре́д (1840, Сирия — 12 сентября 1899, селение Эль-Карон, Ливан) — епископ Антиохийской православной церкви, митрополит Селевкийский. Церковный деятель и писатель.

## Биография
Родился в Сирии в простой арабской семье.
Окончил Богословскую школу при Антиохийской Патриархии в Дамаске. Затем окончил Патриаршую школу на Фанаре в Константинополе, где был пострижен в монашество.
В 1862 году приехал в Россию для продолжения образования.
В 1866 году окончил Московскую духовную семинарию, затем в 1869 году с отличием окончил Санкт-Петербургскую духовную академию со степенью магистра богословия.
Был оставлен при Санкт-Петербургской духовной семинарии в звании приват-доцента по кафедре византийской истории. Также до 1873 года преподавал греческий язык в Санкт-Петербургской духовной семинарии. Опубликовал ряд трудов церковно-исторического, богословского и публицистического характера.
В 1871 году принял русское подданство и был рукоположён в сан иеромонаха.
В 1872 году защитил магистерскую диссертацию на тему: «Отзывы о св. Фотии, патриархе константинопольском, его современников, в связи с историей политических партий Византийской империи».
В 1876 году назначен ректором Псковской духовной семинарии с возведением в сан архимандрита.
С 1881 года — ректор Рижской духовной семинарии.
Из-за конфликта с архиепископом Рижским и Митавским Филаретом (Филаретовым) подал в отставку и уехал в Санкт-Петербург. В это время там находился представитель Иерусалимского Патриархата в России митрополит Никодим (Цинцонис), только что избранный Патриархом Иерусалимским. Архимандрит Герасим стал его секретарём и вместе с Патриархом Никодимом отбыл в Палестину.
Был первым из православных арабов, кто получил столь серьёзное образование и играл заметную роль в церковно-общественной жизни России и Ближнего Востока. Судя по всему, российские дипломатические и церковные круги связывали с ним определённые надежды на усиление русского влияния в странах православного Востока.
В 1885 году он сопровождал в Дамаск новоизбранного Патриарха Антиохийского Герасима, остался в Сирии и в 1899 году был рукоположён в сан епископа Селевкийского (город Захла) с возведением в сан митрополита.
После отставки патриарха Герасима в 1891 году, когда обострилась арабов греков борьба за замещение Антиохийского Патриаршего престола, митрополит Герасим сначала примыкал к арабской партии, но впоследствии (видимо небескорыстно) перешёл на сторону греческого кандидата, митрополита Спиридона (Евфимиу), избранного в конечном счете на Антиохийскую кафедру.
Во время патриаршества Спиридона противоречия между греками и арабами накалились до предела, что окончилось его низложением 12 февраля 1898 года под нажимом арабской паствы и российской дипломатии. Арабо-греческая противостояние, в которую были вовлечены остальные восточные патриархи, турецкие власти и иностранные дипломаты, осложнялось соперничеством между арабами Герамиом (Яредом) и митрополитом Мелетием (Думани), претендовавшими на Патриаршество. Хотя митрополит Герасим имел немалые шансы на победу благодаря своей близости к русскому консулу в Дамаске А. П. Беляеву, 15 апреля 1899 года Священный Синод Антиохийской Православной Церкви избрал митрополита Мелетия. Османские власти по настоянию Константинопольского Патриарха, желавшего чтобы и впредь Антиохийский Патриархат возглавлялся патриархом-греком, опротестовали результаты выборов и потребовали провести их вторично.
12 сентября 1899 года митрополит Герасим скоропостижно скончался. По одной из версий, он был отравлен арабскими националистами, стремившимися любой ценой положить конец распре между арабскими митрополитами, гибельной для национального дела.

## Сочинения
Как учёный, митрополит Герасим Яред известен, главным образом, своею магистерскою диссертацией: «Отзывы о св. Фотии, патриархе Константинопольском, его современников — в связи с исторіей политических партий византийской империи. С.-Петербург. 1874. Стр. 257». Сочинение первоначально печаталось на страницах «Христианского Чтения» за 1872 и 1873 годы. В книге тщательно обозреваются источники эпохи патриарха Фотия, по поводу коих высказываются оригинальные взгляды. Кроме того, в журнале «Странник» митрополит Герасим напечатал статью под заглавием «При каких условиях могло бы иметь место законное соединение церквей» (1869 г., октябрь и ноябрь), и биографию Иерусалимского патриарха конца XVIII и начала XIX века Анфима (1867 г., декабрь, стр. 5—25), а в «Христианском Чтении» за 1869—1873 годы поместил ряд очерков о церковно-общественной жизни на востоке, под заглавием «Вести с Востока». Наконец, во время пребывания своего на службе при патриархе Иерусалимском Никодиме, он перевёл с греческого языка на арабский «Историю христианской церкви».